# Tetsutarō Murano
Tetsutarō Murano (村野 鉄太郎, Murano Tetsutarō) est un réalisateur japonais né le 18 août 1929 à Kagoshima (Japon) et mort le 8 juillet 2020.

## Biographie
Tetsutarō Murano fait ses études à l'université Waseda.
Il réalise dix-neuf de films entre 1962 et 1993.

## Filmographie
Sauf indication contraire, la filmographie de Tetsutarō Murano est établie à partir de la base de données JMDb.
- 1962 : Yuki no furu machi ni (雪の降る街に?)
- 1963 : Shikai zero no dasshutsu (視界ゼロの脱出?)
- 1965 : Gorotsuki inu (ごろつき犬?)
- 1965 : Yorū no kunshō (夜の勲章?)
- 1965 : Teppō inu (鉄砲犬?)
- 1966 : Zeni no toreru otoko (銭のとれる男?)
- 1966 : Gontakure (ごんたくれ?)
- 1967 : Hayauchi inu (早射ち犬?)
- 1967 : Yoru no nāwabari (夜の縄張り?)
- 1968 : Yami o saku ippatsu (闇を裂く一発?)
- 1970 : Fuji sanchō (富士山頂?)
- 1971 : Otoko ippiki gaki taishō (男一匹ガキ大将?)
- 1975 : Oni no uta (鬼の詩?)
- 1979 : Gassan (月山?)
- 1982 : Tono monogatari (遠野物語?)
- 1985 : Kunisaki monogatari (国東物語?)
- 1987 : Trinacria Porsche 959 (トリナクリア　ＰＯＲＳＣＨ９５９?)
- 1991 : Kamigata kugaizōshi (上方苦界草紙?)
- 1993 : Koya chōken bō oboegaki (ＫＯＹＡ澄賢房覚え書?)